# Roman Górecki
Roman Górecki (ur. 27 sierpnia 1889 w Starej Soli, zm. 9 sierpnia 1946 w Iscoyd Park (Whitchurch), hrabstwo Shropshire) – polski doktor nauk prawnych, oficer Legionów Polskich, generał brygady Wojska Polskiego, bankowiec, prezes Banku Gospodarstwa Krajowego, minister przemysłu i handlu II RP, prezes Federacji Polskich Związków Obrońców Ojczyzny, prezes WKS „Legia” Warszawa i pierwszy prezes Ligi Piłki Nożnej, prezes Polskiego Touring Klubu, prezes Rady Głównej Ligi Morskiej i Rzecznej, wolnomularz, członek władz Towarzystwa Rozwoju Ziem Wschodnich, Przewodniczący Głównej Komisji Rewizyjnej Związku Legionistów Polskich od 1936 roku, członek Prezydium Rady Naczelnej Obozu Zjednoczenia Narodowego w 1939 roku, kawaler Orderu Virtuti Militari.

## Życiorys

### Dzieciństwo i młodość
Był synem Stanisława i Olgi Pauliny z domu Muller. Miał siostrę Apolonię. Jego stryjem był Apolinary Górecki, nauczyciel w Zborowie. W czasie nauki w c. k. 11 Gimnazjum w Tarnowie Roman Górecki został członkiem Organizacji Młodzieży Narodowej Szkół Średnich. W 1908 przeniósł się do Lwowa i rozpoczął studia na Wydziale Prawa Uniwersytetu Lwowskiego. Został członkiem „Zarzewia” i PTG „Sokół” oraz instruktorem Polskich Drużyn Strzeleckich. W 1910 ukończył kurs podoficerski, a dwa lata później kurs oficerski PDS. W 1914 uzyskał na Uniwersytecie Lwowskim tytuł doktora praw i rozpoczął praktykę sądową.

### I wojna światowa
W momencie wybuchu wojny przebywał na kuracji w Szczawnicy w związku z reumatoidalnym zapaleniem stawów.
W sierpniu 1914 na czele zorganizowanego przez siebie plutonu strzelców wstąpił do Legionów Polskich. Do października tego roku pełnił służbę frontową w 1 pułku Legionów. Ze względu na stan zdrowia przeniesiony został do służby administracyjnej. Pełnił służbę w batalionie uzupełnień, a następnie na stanowisku komendanta i wykładowcy Szkoły Podoficerów Rachunkowych oraz od lipca 1915 oficera rachunkowego 6 pułku piechoty Legionów i komendanta Polowej Szkoły Oficerów Administracyjnych. W 1916 w stopniu kapitana został II zastępcą szefa Intendentury Komendy Legionów. We wrześniu 1917 przeniesiony został do Komendy Polskiego Korpusu Posiłkowego. W lutym 1918 został awansowany do stopnia kapitana i mianowany szefem Intendentury Polskiego Korpusu Posiłkowego. W międzyczasie odbył staż w Intendenturze IV Korpusu (niemieckiego) w Magdeburgu i ukończył Kurs Intendentów przy Ministerstwie Wojny w Wiedniu. 12 lutego 1918 żołnierze II Brygady Legionów dowiedzieli się o pokoju brzeskim. Dzień później podczas odprawy w komendzie korpusu wygłosił stanowcze przemówienie, w którym wezwał do wypowiedzenia posłuszeństwa Naczelnej Komendzie cesarskiej i królewskiej armii. W nocy z 14 na 15 lutego wziął udział w naradzie dowódców 2 i 3 pułku piechoty Legionów, artylerii, wojsk technicznych i komendy korpusu, na której podjęto decyzję o przebiciu się przez linię frontu i dołączeniu do II Korpusu Polskiego. 15 lutego aresztował dowódcę korpusu, generała Zygmunta Zielińskiego, który był przeciwny wypowiedzeniu posłuszeństwa Austriakom. W nocy z 15 na 16 lutego linię frontu przekroczyły tylko dwa pułki piechoty. 2 pułk piechoty przebił się bojem pod Rarańczą. Górecki doprowadził oddziały służb PKP w ustalone miejsce w należytym porządku i gotowe do walki. Wraz z nimi przyprowadził aresztowanych oficerów Sztabu PKP. Jednakże siły te zostały okrążone przez przeważające liczebnie oddziały austriackie. Górecki został wzięty do niewoli 16.02.1918 r.
Pozostałe oddziały korpusu zostały otoczone i rozbrojone, a następnie umieszczone w obozach w Huszt, Stebliwce (węg. Száldobos), Sokirnicy (węg. Szeklence), Dułowie (węg. Dulfalva), Taraczkös na Zakarpaciu i Talaborfalva na terenie komitatu Marmaros-Sziget.

### Aresztowanie i proces
Początkowo razem ze 174 oficerami został osadzony w areszcie sądu 7. Armii w Kołomyi. Następnie przewieziono go do obozu o zaostrzonym rygorze w Huszt, a potem Marmaros-Sziget, gdzie był sądzony. 28 maja wydano akt oskarżenia. Proces rozpoczął się 8 czerwca 1918 r. Wraz z rtm. Norbertem Okołowiczem, ks. Józefem Panasiem, mjr. Włodzimierzem Zagórskim, 88 oficerami, 240 podoficerami i 3 sanitariuszkami o szereg przestępstw, w tym o zdradę stanu, zagrożonych karą śmierci przez powieszenie (dosł. o zbrodnię przeciw mocy wojennej państwa w czasach wojennych w porozumieniu z nieprzyjacielem w myśl art. 328a wojskowego kodeksu karnego). Ostatecznie sąd wojenny rozpatrywał sprawę w trybie zwykłym, a nie jak początkowo planowano w trybie doraźnym co groziło wymierzeniem kary śmierci. Górecki wziął na siebie odpowiedzialność za zorganizowanie buntu, ale bez poczuwania się do winy. Zaprzeczył oskarżeniu o zdradę stanu, gdyż nie był poddanym austriackim, a ponadto odwołał się do aktu z 10.04.1917 r., w którym cesarz Karol I oddał legiony państwu polskiemu. Górecki głosił, że zdrady wobec Polaków i Polski dopuściły się państwa centralne. Podkreślił też, że czuł się obywatelem Państwa Polskiego i oficerem Wojska Polskiego. Został skazany na śmierć, lecz 27 września cesarz ułaskawił Góreckiego (monarcha dokonał abolicji procesu). Wyrok uniewinniający ogłoszono 2.10.1918 r. 10 października zwolniony z więzienia. Wraz z innymi więźniami skierowany do służby w Wojsku Polskim. jako kapitan intendent Polskiego Korpusu Posiłkowego reskryptem Rady Regencyjnej z 25 października 1918 roku został przydzielony do podległego jej Wojska Polskiego w randze majora intendenta.

### Służba w wojsku II RP
W okresie październik – listopad 1918 był szefem Sekcji Gospodarczej Królewsko-Polskiej Komisji Wojskowej przy Prezydencie Rady Ministrów. Następnie kierował Sekcją Gospodarczą Ministerstwa Spraw Wojskowych (listopad – grudzień 1918), a także Sekcją Budżetową Departamentu IV Gospodarczego MSWojsk. (1918 – 1919). Rok po odzyskaniu niepodległości został wysłany do Paryża, gdzie studiował francuską administrację wojsk i organizację francuskiego korpusu kontrolerów. Po powrocie do marca 1920 r. był szefem sekcji oraz zastępcą szefa Departamentu Gospodarczego Ministerstwa Spraw Wojskowych. W związku z reorganizacją ministerstwa, został mianowany pomocnikiem szefa Oddziału IV Zaopatrzenia i Komunikacji Sztabu Generalnego (był wówczas majorem intendentem). 1 czerwca 1921 minister spraw wojskowych, w wykonaniu art. 19 dekretu Naczelnego Wodza z 11 kwietnia „O zadaniach i organizacji Kontroli Administracji Wojskowej”, mianował go pułkownikiem oraz szefem Korpusu Kontrolerów Wojskowych(Oddział V, L. 26/33). Od 20 grudnia 1921 do 12 kwietnia 1922 pełnił obowiązki szefa Wojskowej Kontroli Generalnej. 3 maja 1922 został zweryfikowany w stopniu pułkownika ze starszeństwem z dniem 1 czerwca 1919 i 4. lokatą w korpusie oficerów kontrolerów. 17 maja 1922 został odznaczony orderem wojskowym „Virtuti Militari" V klasy.
31 marca 1924 Prezydent RP Stanisław Wojciechowski na wniosek Ministra Spraw Wojskowych, generała dywizji Władysława Sikorskiego mianował go generałem brygady ze starszeństwem z dniem 1 lipca 1923 i 15. lokatą w korpusie generałów. 2 maja 1924 Prezydent RP mianował go szefem Korpusu Kontrolerów. 23 lipca 1926 Prezydent RP Ignacy Mościcki zwolnił go ze stanowiska szefa Korpusu Kontrolerów i mianował zastępcą I Wiceministra Spraw Wojskowych – szefa Administracji Armii. Z dniem 14 lipca 1927 został zwolniony ze stanowiska, a z dniem 15 stycznia 1928 przeniesiony w stan nieczynny na okres 12 miesięcy z prawem noszenia munduru. W listopadzie 1924 był jednym z oficerów, którzy podali się do dymisji w ramach tzw. strajku generałów.
31 maja 1926 w Warszawie, bezpośrednio po tym jak Zgromadzenie Narodowe wybrało Józefa Piłsudskiego Prezydentem RP zebrał grupę oficerów, z którymi udał się pod pomnik księcia Józefa Poniatowskiego na placu Saskim. Tam, jak relacjonuje Marian Romeyko „stanąwszy na baczność przed pomnikiem, złożył o tym „meldunek” księciu Józefowi ... Incydent ten był szeroko komentowany w kołach oficerskich, i nie tylko oficerskich. Zapewniano przy tym, że Poniatowski, wysłuchawszy, ani drgnął, natomiast koń Marka Aureliusza z rzymskiego Kapitolu, pomny dawnych dziejów, rżał radośnie, patrząc Góreckiemu w oczy.”
Po zamachu stanu z maja 1926 r., w lipcu został zastępcą pierwszego wiceministra spraw wojskowych i szefa Administracji Armii.

### Działalność prywatna i społeczna
W latach 1927–1935 i 1936–1939 był prezesem Banku Gospodarstwa Krajowego. Jako prezes dążył, aby zarządzany przez niego bank stał się wzorem organizacyjnym dla innych instytucji finansowych w kraju. Zadanie to się nie powiodło. Natomiast w latach 1927–1933 był również prezesem The British and Polish Trade Bank w Gdańsku. Oprócz tego był także przewodniczącym Rady Nadzorczej Towarzystwa Starachowickich Zakładów Górniczych, Towarzystwa Akcyjnego Eksploatacji Soli Potasowych w Kałuszu i Stebniku.
W latach 1926–1929 pełnił funkcję prezesem WKS „Legia” Warszawa. W tym czasie został ponadto pierwszym prezesem Polskiej Ligi Piłki Nożnej. Działał także w organizacjach społecznych: Federacji Polskich Związków Obrońców Ojczyzny, Lidze Morskiej i Rzecznej (1929–1930), Komitecie Floty Narodowej, Polskim Touring-Clubie (1928-1931) i wielu innych. Na czele Federacji stał od 1928 r. W 1931 r. został wiceprzewodniczącym tego stowarzyszenia na Polskę. Dwukrotnie też przewodniczył Międzynarodowej Federacji Byłych Kombatantów (FIDAC), a także został założycielem polskiej sekcji, której przewodniczy.
Działalność w tych strukturach traktował jako punkt wyjścia do zaistnienia w polskiej polityce zagranicznej, którą chciał współkreować. Propagował wiedzę o Polsce i Polakach, przede wszystkim we Francji, czynnie się angażując, m.in. w marcu 1930 r. na walnym zjeździe inwalidów francuskich wygłosił wykład, w którym pokazał nie tylko rozwój kraju nad Wisłą, ale dowodził bezpodstawności niemieckich roszczeń terytorialnych wobec Rzeczypospolitej. Górecki stał się nieformalnym ambasadorem polskości we Francji.
Drugim krajem działalności Góreckiego była Czechosłowacja. W dniach 2–3 grudnia 1932 r. – oficjalnie jako prezes F1DAC, a nieoficjalnie w charakterze przedstawiciela polskiego MSZ (z instrukcjami Tadeusza Schatzla z MSZ i ambasadora Wacława Grzybowskiego) – spotkał się z najwyższymi władzami Czechosłowacji (w tym z prezydentem Tomasem Masarykiem), aby wysondować ewentualną współpracę.

### Działalność polityczna
Jako zwolennik sanacji i Piłsudskiego, po jego śmierci w maju 1935 r. wydał do członków Federacji rozkaz sławiący Marszałka. Ponadto w sierpniu wezwał ich do aktywnego udziału w wyborach 8 września. Za lojalność wobec władzy, 13 października 1935 r. Górecki objął funkcję ministra przemysłu i handlu w rządzie Mariana Zyndrama-Kościałkowskiego. jako minister, realizując politykę równowagi budżetowej narzuconą przez premiera Mariana Zyndrama-Kościałkowskiego, dokonał redukcji wydatków w budżecie ministerstwa o ponad 14 mln zł. Górecki stał na stanowisku, że „Jednym z zasadniczych celów polskiej polityki zagranicznej jest uprzemysłowienie kraju w najszerszym ujęciu”, co przy strukturze bogactw naturalnych, przemysłu surowcowego i półfabrykatów powinno oznaczać kompleksową budowę przemysłu przetwórczego. Upatrywał w tym szansę zrównoważonego rozwoju Polski. Górecki autarkię narodową gospodarki i finansów uznawał za szkodliwą, opowiadając się za jej rozwojem także za pomocą kapitałów zagranicznych. W marcu 1936 r. ustalił listę przedsiębiorstw państwowych przeznaczonych do prywatyzacji. Nie był przeciwnikiem karteli, postrzegając je jako organicznie związane z polskim systemem gospodarczym. Usiłował ponadto „pacyfikować” napięte stosunki w zakładach przemysłowych, używając do tego instrumentów będących w posiadaniu państwa, tj. prawa, inspekcji pracy i sądów arbitrażowych.

Urząd ministra pełnił do 15 maja 1936 r. Po odejściu z rządu ponownie objął prezesurę Banku Gospodarstwa Krajowego.

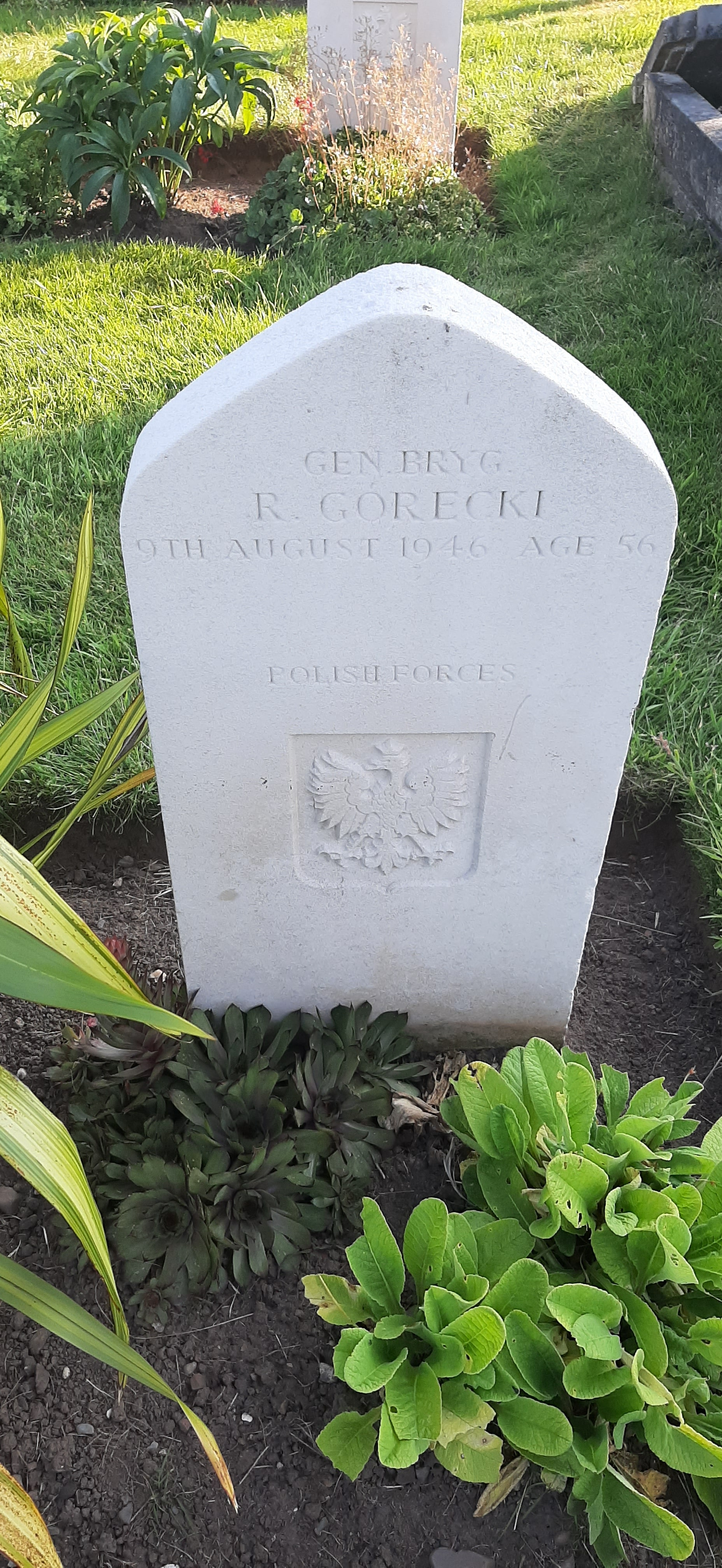
Grób Romana Góreckiego na cmentarzu miejskim w Whitchurch

### II wojna światowa i dalsze życie
Po wybuchu wojny zorganizował i przeprowadził ewakuację BGK wraz z częścią personelu, najważniejszymi dokumentami, depozytami (m.in. Kazaniami Świętokrzyskimi i Psałterzem Floriańskim z Biblioteki Narodowej) oraz środkami finansowymi do Równego. Następnie wraz z centralą banku ewakuował się do Rumunii; później do Francji i Wielkiej Brytanii. Tam Rządu Rzeczypospolitej Polskiej na Uchodźstwie mianował Góreckiego szefem Komisji do Uregulowania i Załatwienia Interesów Zagranicznych BGK (6.12.1939). Po zdymisjonowaniu przeniósł się do Glasgow gdzie prowadził wykłady z ekonomii dla polskich studentów.
Zmarł 9 sierpnia 1946 w 4 Szpitalu Wojennym w Iscoyd Park na chorobę reumatyczną. Został pochowany na cmentarzu miejskim w Whitchurch w Wielkiej Brytanii (grób nr 605).

## Życie prywatne
Jego żoną od 3 lipca 1922 roku była Halina Romanówna.

## Awanse
- chorąży intendent – 5 maja 1915[25]
- podporucznik intendent – 7 lipca 1915[25]
- porucznik intendent – 15 grudnia 1915[25]
- kapitan intendent – luty 1918
- major intendent – wrzesień 1918
- pułkownik intendent – wrzesień 1920 (awansowany z pominięciem stopnia podpułkownika)
- pułkownik Korpusu Kontrolerów Wojskowych – 1 czerwca 1921, zweryfikowany 3 maja 1922 ze starszeństwem z 1 czerwca 1919 i 4. lokatą w korpusie oficerów kontrolerów
- generał brygady – 31 marca 1924 ze starszeństwem z dniem 1 lipca 1923 i 15. lokatą w korpusie generałów

## Ordery i odznaczenia
- Krzyż Srebrny Orderu Wojskowego Virtuti Militari[26] nr 7488 (17 maja 1922)[27][28]
- Krzyż Komandorski z Gwiazdą Orderu Odrodzenia Polski (10 listopada 1938)[26][29]
- Krzyż Komandorski Orderu Odrodzenia Polski (9 listopada 1926)[30][26]
- Krzyż Niepodległości (12 marca 1931)[31]
- Krzyż Oficerski Orderu Odrodzenia Polski (2 maja 1923)[32][33][34]
- Krzyż Walecznych (trzykrotnie)[26]
- Złoty Krzyż Zasługi (7 lipca 1931)[35]
- Medal Pamiątkowy za Wojnę 1918–1921[26]
- Medal Dziesięciolecia Odzyskanej Niepodległości[26]
- Krzyż Siedemdziesięciolecia Powstania Styczniowego[36]
- Złota Odznaka Honorowa Ligi Obrony Powietrznej i Przeciwgazowej I stopnia[37]
- Krzyż Legionowy[38]
- Odznaka Pamiątkowa Więźniów Ideowych[39]
- Krzyż Wielki Orderu Korony (Belgia)[26]
- Krzyż Wielki Orderu Oranje-Nassau (Holandia)[26]
- Wielki Oficer Orderu Korony Rumunii (Rumunia)[26]
- Wielki Oficer Orderu Świętego Sawy (Jugosławia)[26]
- Wielki Oficer Orderu Korony Włoch (Włochy)[26]
- Wielki Oficer Orderu Alawitów (Maroko)[26]
- Komandor Orderu Leopolda (Belgia)[26]
- Komandor Orderu Legii Honorowej (Francja)[26]

- Kawaler Orderu Legii Honorowej (Francja, 1921)[26][40].
- Medal Zwycięstwa (Médaille Interalliée)[26][26]

## Publikacje
- Rola BGK w życiu gospodarczym Polski współczesnej, Warszawa 1928.
- Gospodarczy dorobek Polski w latach 1918–1939, Londyn 1946.
- Z moich wspomnień we Wspomnienia legionowe, tom I, s. 172.
- Z moich wspomnień o Józefie Piłsudskim (w siódmą rocznicę zgonu), Londyn 1942.